# Vaterpolski klub Medveščak Zagreb
Vaterpolski klub Medveščak je vaterpolski klub iz Zagreba.
Klupsko sjedište je na adresi Schlosserove stube 2, Zagreb.

## Povijest kluba
Klub počinje djelovati 1946. godine pod nazivom Slavija u sklopu istoimenog plivačkog kluba, ali iste godine počinje djelovati pod nazivom Dinamo. 1948. mijenja naziv u Naprijed. Pod tim imenom igra u najvišem razredu jugoslavenskog prvenstva. Od 1961. djeluje kao Medveščak. 1966. ponovno ulaze u prvu ligu, ali još kao drugoligaš osvajaju zimsko prvenstvo.
Od 1973. (s izuzetkom kratko 1976.), klub ne djeluje, te se ponovno osniva 11. studenoga 1984. godine.
Klub ponovno postaje prvoligaš 1989., a osamostaljenjem Hrvatske redovno igra u najvišem rangu hrvatskog prvenstva. Klub je također redovni član Jadranske lige od njezinog osnutka.
Medveščak je također uz svoje ime dodavao ime sponzora i to Monting (1992. – 1995.), Croatia Banka (1996. – 1999.), Uniqa Osiguranje (2000. – 2001.), Polocem (od 2002.).

## Klupski uspjesi
Zimsko prvenstvo Jugoslavije
- prvak: 1966.

Prvenstvo SR Hrvatske
- prvak: 1954.[1]
  - doprvak: 1955.[1]

1.B savezna liga Jugoslavije
- prvak: 1989.[1]

II. savezna liga Jugoslavije
- prvak: 1951., 1972.[1]

#### Uspjesi mlađih selekcija
- 1989. g. zimski prvaci Hrvatske u pionirskoj konkurenciji
- 1992. g. prvaci Hrvatske u konkurenciji mlađih kadeta
- 1993. g. prvaci Hrvatske i pobjednici kupa u konkurenciji mlađih juniora
- 1994. g. prvaci Hrvatske i pobjednici kupa u konkurenciji kadeta
- 1996. g. pobjednici kupa Hrvatske u konkurenciji juniora
- 1999. g. prvaci Hrvatske u konkurenciji mlađih juniora
- 2002. g. prvaci Hrvatske i pobjednici kupa u konkurenciji kadeta
- 2003. g. prvaci Hrvatske i pobjednici kupa u konkurenciji kadeta
- 2005. g. prvaci Hrvatske i pobjednici kupa RH u konkurenciji mlađih kadeta
- 2006. g. prvaci Hrvatske i pobjednici kupa RH u konkurenciji kadeta
- 2007. g. prvaci Hrvatske i pobjednici kupa RH u konkurenciji mlađih juniora
- 2008. g. prvaci Hrvatske i pobjednici kupa RH u konkurenciji mlađih juniora
- 2009. g. prvaci Hrvatske i pobjednici kupa RH u konkurenciji juniora
- 2019. g. prvaci Hrvatske u konkurenciji mlađih nada (za rođene 2008. i mlađe); glavni trener Marko Jelavić; pomoćni trener Toni Jelavić
- 2019. g. pobjednici prijateljskog Božićnog turnira u Splitu u konkurenciji nada (za rođene 2008. i mlađe); glavni trener Marko Jelavić
- 2020. g. viceprvaci Hrvatske u konkurenciji nada (za rođene 2008. i mlađe); najbolji igrač prvenstva Luka Sever; najbolji vratar prvenstva Nikola Batoš; glavni trener Marko Jelavić
- 2020. g. viceprvaci Hrvatske u konkurenciji mlađih nada (za rođene 2009. i mlađe); glavni trener Marko Jelavić; pomoćni trener Marko Kangler
- 2020. g. drugoplasirani na prijateljskom turniru Mini Cedevita Kupu na Korčuli za mlađe kadete (za rođene 2008. i mlađe); najbolji vratar turnira Nikola Batoš; glavni trener Marko Jelavić
- 2021. g. osvojeno 7. mjesto na PH za kadete (rođeni 2007. i mlađi), ali najboljim vratarem prvenstva proglašen Nikola Batoš (r. 2008.); glavni trener Marko Jelavić
- 2021. g. prvaci Hrvatske u konkurenciji mlađih kadeta (za rođene 2008. i mlađe); najbolji igrač prvenstva Roko Čoga Šterle; najbolji vratar prvenstva Nikola Batoš; glavni trener Marko Jelavić; pomoćni trener Marko Kangler
- 2021. g. brončani na Prvenstvu Hrvatske u konkurenciji nada (za rođene 2009. i mlađe); glavni trener Franko Antunović; pomoćni trener Marko Jelavić
- 2021. g. pobjednici prijateljskog međunarodnog turnira "Mladi galeb" u Makarskoj u konkurenciji kadeta (rođeni 2008. i mlađi); najbolji vratar turnira Fran Miočević; glavni trener Marko Jelavić
- 2022. g. prvaci Hrvatske u konkurenciji kadeta (rođeni 2008. i mlađi); najbolji igrač prvenstva Toni Sule; najbolji vratar prvenstva Nikola Batoš; glavni trener Marko Jelavić; pomoćni trener Franko Geratović
- 2022. g. prvaci Hrvatske u konkurenciji mlađih kadeta (rođeni 2009. i mlađi); najbolji igrač prvenstva Filip Marković; glavni trener Marko Jelavić; pomoćni trener Franko Geratović
- 2022. g. drugoplasirani na prijateljskom međunarodnom turniru TOMO UDOVIČIĆ 2022. u Dubrovniku u konkurenciji kadeta (rođeni 2008. i mlađi); najbolji vratar turnira Nikola Batoš; glavni trener Marko Jelavić
- 2022. g. pobjednici prijateljskog međunarodnog turnira "Millenium" u Rijeci u konkurenciji kadeta (rođeni 2008. i mlađi); glavni trener Marko Jelavić; pomoćni trener Franko Geratović
- 2022. g. osvajači kupa Hrvatske u konkurenciji kadeta (rođeni 2008. i mlađi); najbolji igrač turnira Luka Sever; najbolji vratar turnira Nikola Batoš; glavni trener Marko Jelavić; pomoćni trener Franko Geratović
- 2022. g. drugoplasirani na prijateljskom međunarodnom turniru "Mladi galeb" 2022. u Makarskoj u konkurenciji kadeta (rođeni 2009. i mlađi); najbolji vratar turnira Ivan Šimatović; glavni trener Franko Geratović
- 2022. g. osvajači kupa Hrvatske u konkurenciji mlađih kadeta (rođeni 2009. i mlađi); najbolji igrač turnira Filip Marković; najbolji vratar turnira Ivan Šimatović; glavni trener Franko Geratović
- 2023. g. osvajači prvenstva Hrvatske u konkurenciji kadeta (rođeni 2009. i mlađi); najbolji igrač turnira Filip Marković; glavni trener Franko Antunović; pomoćni trener Franko Geratović

## Međunarodna natjecanja

### Plasmani uJadranskoj ligi

#### Ligaški dio
| sezona    |                        | mj/od          | ut | pob | ner | por | golovi  | bod | doigravanje | napomene                                   |
| --------- | ---------------------- | -------------- | -- | --- | --- | --- | ------- | --- | ----------- | ------------------------------------------ |
| 2008./09. |                        | 11./12         | 22 | 3   | 1   | 18  | 154:238 | 7   |             |                                            |
| 2009./10. |                        | 11./13         | 24 | 5   | 2   | 17  | 189:254 | 12  |             |                                            |
| 2010./11. |                        | 9./13          | 12 | 3   | 1   | 8   | 111:125 | 10  | 9. mjesto   |                                            |
| 2011./12. | Liga za 7. – 13 mjesto | 3./7 (9./13)   | 18 | 6   | 1   | 11  | 172:179 | 19  |             | preneseni svi rezultati iz prvog dijela    |
| 2012./13. |                        | 10./12         | 22 | 7   | 1   | 14  | 206:274 | 22  |             |                                            |
| 2013./14. |                        | 10./12         | 22 | 3   | 3   | 16  | 163:280 | 12  |             |                                            |
| 2014./15. | Liga za plasman        | 6./7 (14./15.) | 20 | 3   | 1   | 16  | 151:241 |     |             | uračunati rezultati iz 1. i 2. dijela lige |
| 2015./16. | A2 liga                | 5./7           | 12 | 4   | 1   | 7   | 90:117  | 13  |             | 2. rang regionalne lige                    |

## Vaterpolo škola i mlađe kategorije
Rad s mlađim kategorijama kluba je izuzetno dobar i plodonosan stoga ne čudi da imaju najbolju školu vaterpola u ovom dijelu Europe, no čudi zbog čega sve to nestaje u seniorskoj momčadi i zbog čega se odriču igrača iz svoje poznate škole. Možda su trofejne generacije 2008. i 2009. godišta prilika da krenu svojim vlastitim snagama u seniorsku konkurenciju.

## Poznati igrači i treneri
- Mirko Mirković, pokretač, igrač, trener, reprezentativac[2]
- Aleksandar Seifert, poslije poznati trofejni trener[2]
- Alfred Balen, poslije poznati trofejni trener[2]
- Ronald Lopatny[2]
- Zdravko Hebel[2]
- Vedran Jerković[2]
- Tomislav Rogin[2]
- Marko Pintarić[2]
- Borna Hrestak[2]
- Dalibor Subota[2]
- Vlatko Večkovec[2]
- Hrvoje Šintić[2]
- Žarko Župan[2]
- Hrvoje Hrestak[2]
- Marko Dragčević[2]
- Ivan Kucarov[2]
- Hrvoje Brlečić[2]
- Alan Bojić[2]
- Tomislav Paškvalin, reprezentativac[2]
- Damir Vincek[3]

Trener današnje seniorske momčadi je Tino Vegar.
Zbog slabijih rezultata u sezoni 2006/07., treneri u klubu su se reaktivirali za pomoći klubu, tako da su zaigrali za "Medveščaka" i Dubravko Šimenc i Tino Vegar.
Svoje prve vaterpolske korake su u "Medveščaku" napravili braća Kobešćak i Ratko Štritof.
S mladim kategorijama VK Medveščaka je radio i hrvatski vaterpolski velikan Perica Richter.

## Vanjske poveznice
- Službene stranice